# 西福克斯 (緬因州)
西福克斯（英語：West Forks）是位於美國緬因州薩默塞特縣的一個種植園。

## 人口
根據2020年美國人口普查的數據，西福克斯的面積為128.00平方千米，當中陸地面積為126.60平方千米，而水域面積為1.40平方千米。當地共有人口58人，而人口密度為每平方千米0人。